# José Ignacio Fernández García
José Ignacio Fernández García más conocido como Nacho Fernández, nacido en Gijón, Asturias, el 5 de mayo de 1973. Actualmente, ejerce de segundo entrenador del Getafe CF. 

## Trayectoria
Comenzó en los banquillos en su tierra de origen, en las filas del Quintueles. Poco después se le abrieron las puertas del fútbol profesional en Murcia, donde dirigió en Segunda B al Mazarrón Club de Fútbol. Luego inició un periplo por Canarias, en las filas del Unión Deportiva Pájara-Playas de Jandía. Regresó a la península para incorporarse al organigrama técnico del A. D. Alcorcón, donde sería técnico adjunto de Juan Antonio Anquela.
Luego probó en el fútbol sudamericano, en el Academia Puerto Cabello de Venezuela. Volvió a la A. D. Alcorcón donde sería segundo entrenador de José Bordalás en Segunda División.
Nacho se convirtió en hombre de confianza de José Bordalás y fue segundo entrenador del Deportivo Alavés en Segunda División. Cuando el club vitoriano despidió a Bordalás y su cuerpo técnico pese a lograr el ascenso a Primera, Nacho fichó por el Burgos C. F. como director deportivo, ejerciendo también de entrenador interino cuando fue destituido Patxi Salinas.
En junio de 2018, fue segundo entrenador de José Bordalás en el Getafe C. F. durante la temporada 2018-19. En mayo de 2019, Nacho dirigió al Getafe C. F. en los partidos de Primera División frente al Girona y FC Barcelona, tras la sanción a Bordalás de dos partidos tras su expulsión en Anoeta.
En julio de 2019 firma por el Club Atlético de Madrid "B", para sustituir a Óscar Fernández, que al acabar la temporada dejó el cuadro colchonero para entrenar al U. D. Almería, en Segunda división. En la temporada 2019-20, acabaría la liga en tercera posición y disputando los playoffs de ascenso a Segunda División. En abril de 2021, sería destituido como entrenador Club Atlético de Madrid "B" debido a los últimos malos resultados. En total, ha dirigido al filial rojiblanco en 48 encuentros con un balance de 20 victorias, 12 empates y 16 derrotas.
En julio de 2021, volvió a unir su destino profesional al de José Bordalás, incorporándose al cuerpo técnico del Valencia C. F..
El 12 de junio de 2022, fue nombrado entrenador del FC Ryukyu de la J2 League, la segunda división del fútbol de Japón.
El 23 de octubre de 2022, termina su etapa en el club japonés.

## Clubes

### Como entrenador
| Club                                        | País      | Año       |
| ------------------------------------------- | --------- | --------- |
| Mazarrón Club de Fútbol                     | España    | 2007-2008 |
| Unión Deportiva Pájara-Playas de Jandía     | España    | 2008-2009 |
| Academia Puerto Cabello                     | Venezuela | 2011      |
| A. D. Alcorcón (2.º entrenador)             | España    | 2011-2015 |
| Deportivo Alavés (2.º entrenador)           | España    | 2015-2016 |
| Burgos CF (director deportivo y entrenador) | España    | 2016-2018 |
| Getafe C. F. (2.º entrenador)               | España    | 2018-2019 |
| Club Atlético de Madrid "B"                 | España    | 2019-2021 |
| Valencia C. F. (2.º entrenador)             | España    | 2021-2022 |
| FC Ryukyu                                   | Japón     | 2022      |